# 鄭濬
鄭 濬（チョン・ジュン、朝鮮語: 정준、1915年2月13日 - 2004年7月30日）は、日本統治時代の朝鮮および大韓民国の教育者、政治家。制憲・第3・4・5代韓国国会議員。
本貫は晋州鄭氏。号は慈江（チャガン、자강）。キリスト教徒。

## 経歴
ソウル市西大門区出身。平壌神学校研究科修了、1942年朝鮮神学校（現・韓神大学校）卒。1937年に無産児童の教育のため、金陵院学院を設立し、院長に就任した。1942年に金浦農村保育所を設立し、所長に就任した。光復後は金浦家庭女塾を設立し塾長に就任、義務教育促進委員会副会長、朝鮮キリスト教青年会全国連合会総務・政経部長、キリスト教徒連盟協同総務、金浦中学校期成会副会長、金浦農民委員会委員長、興国時報社社長、国会議員4期、反民族行為特別調査委員会特別裁判官、大韓軍警援護会副会長、国会保健社会分科委員会委員長・不正蓄財者調査特別委員会委員長、韓国社会事業連合会第4代会長、道徳再武装（MRA）韓国本部代表・韓国本部理事長・世界大会会長・アジア大会長、平統諮問委員、キリスト教青年会（YMCA）全国連合会総務、ソウル母子院理事、東洋工科大学校期成会理事、大韓軍警高等技術学校校長、制憲同志会事務処長・会長を務めた。
2004年7月30日、老衰により死去。享年90。

## エピソード
もともとは反民特委の裁判官ではなかったが、金長烈と洪淳玉が朴興植の保釈に抗議して辞任したため、趙玉鉉と共に任命された。在任中は李完用の孫の審判を担当した。
国会で与野党が喧嘩ばかりして、上程件を1つも載せなかった際、議事日程板に「悲しみは国民だけに」というプラカードを貼った。